# Alluaudia montagnacii
Alluaudia montagnacii, es una especie de planta con flores perteneciente al género Alluaudia, dentro de la familia Didiereaceae. Es endémica de Madagascar.

## Descripción

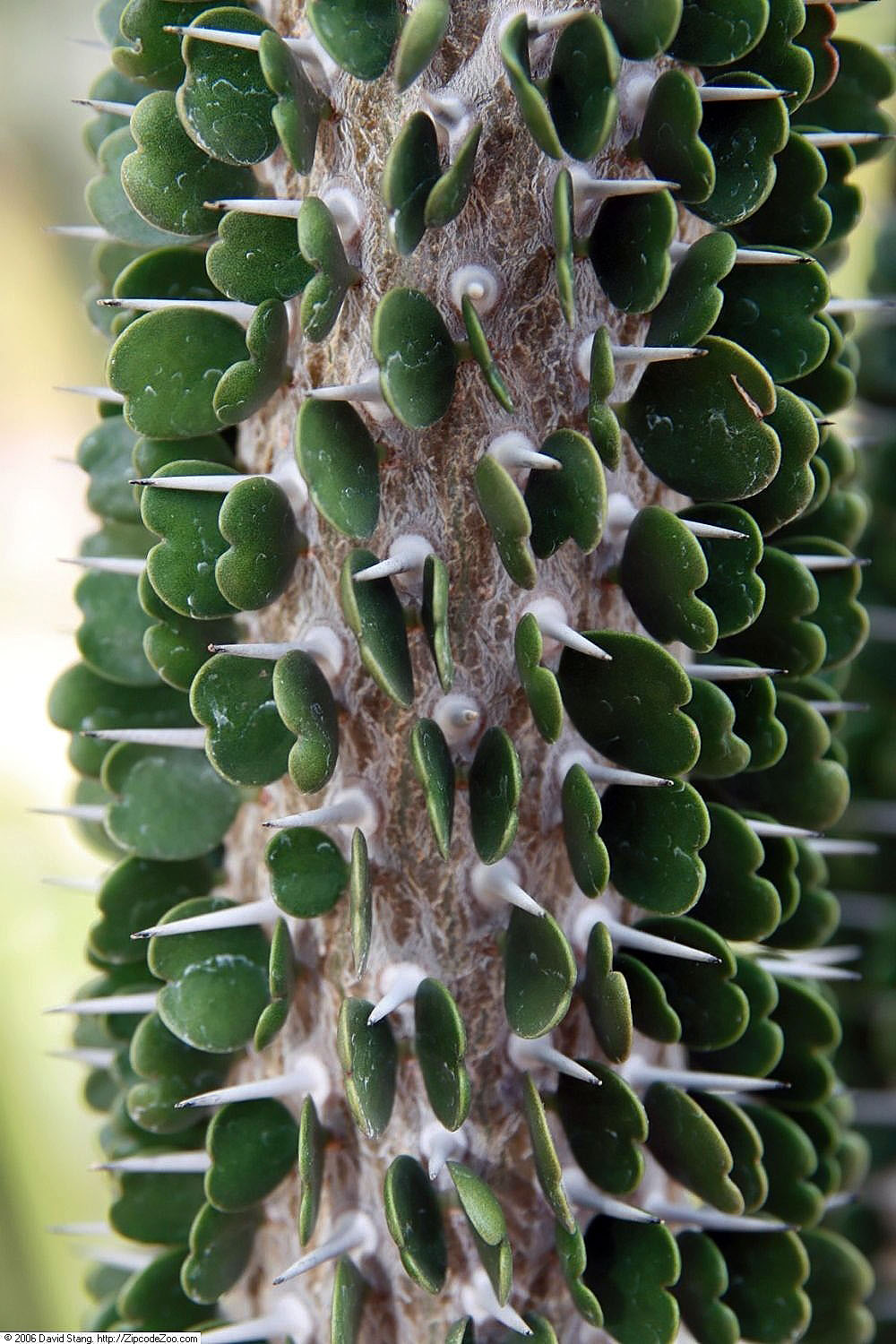
Espinas y hojas

Alluaudia montagnacii es una suculenta espinosa con fuertes ramas verticales que surgen de un tronco central columnar. Puede crecer hasta 6 m de altura. 

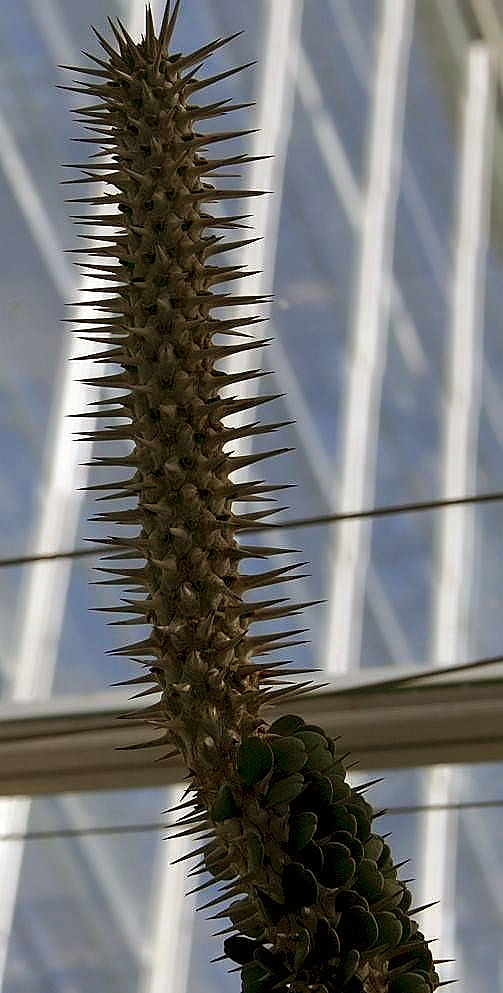
Tallo espinoso

El tronco y las ramas tienen hojas dispuestas simétricamente y espinas con puntas de color negro. Las hojas son caducas durante la larga estación seca y pueden crecer hasta 1,5 cm de largo, mientras que las espinas pueden alcanzar hasta 2,5 cm de largo. 
Las flores son unisexuales (dioicas) y están formadas por sépalos verdes de 2 a 3 mm de largo y pétalos blancos, que pueden ser ovalados o semicirculares y de 2 a 5 mm de largo. Las flores se agrupan en inflorescencias axilares dobles y los frutos miden de 2 a 2,5 milímetros de diámetro.

## Distribución y hábitat
El área de distribución nativa de esta especie es Madagascar y crece principalmente en biomas desérticos o de matorrales secos, por lo que tolera muy bien a la sequía.

## Taxonomía
Alluaudia montagnacii fue descrita por el botánico alemán Werner Rauh y publicada por primera vez en la revista científica Adansonia: recueil périodique d'observations botaniques 1: 43 en 1961.
Etimología
- Alluaudia: nombre genérico otorgado en honor al zoólogo y naturalista Charles Alluaud (1861–1949).
- montagnacii: epíteto específico otorgado en honor a P.R. Montagnac, un botánico francés.

## Estado de conservación
En la Lista Roja de Especies Amenazadas de la UICN, la especie está clasificada como “En Peligro (EN)”.

## Usos
Alluaudia montagnacii se cultiva principalmente como planta ornamental, pudiéndose propagar en primavera a partir de esquejes o semillas.